# Карнацевич, Галина Павловна
Галина Павловна Карнацевич, в девичестве Борук (род. 2 ноября 1969, Буйки, Гродненская область) — белорусская легкоатлетка, специалистка по бегу на длинные дистанции и марафону. Выступала за сборную Белоруссии по лёгкой атлетике в 1980-х и 2000-х годах, победительница ряда крупных международных стартов, чемпионка и призёрка первенств национального значения. Мастер спорта Республики Беларусь международного класса.

## Биография
Галина Борук родилась 2 ноября 1969 года в деревне Буйки Дятловского района Гродненской области. Занималась лёгкой атлетикой в Гродно под руководством Кондрата Евдеевича Думнова. В 1993 году окончила факультет истории и социологии Гродненского государственного университета по специальности «история Беларуси».
Впервые заявила о себе в сезоне 1992 года, когда одержала победу в беге на 10 000 метров на чемпионате Белоруссии в Гомеле.
В 1993 году стала чемпионкой Белоруссии в беге на 3000 метров. Попав в состав белорусской национальной сборной, выступила на чемпионате мира по полумарафону в Брюсселе, где с результатом 1:19:46 заняла итоговое 71-е место.
В 1994 году финишировала шестой на Варшавском марафоне (2:50:32), отметилась выступлением на чемпионате Европы по кроссу в Алнике.
В 1995 году принимала участие в нескольких коммерческих стартах в Германии, в частности стала пятой на Франкфуртском марафоне (2:40:39).
В 1996 году закрыла десятку сильнейших Лос-Анджелесского марафона (2:44:02), выиграла Вроцлавский марафон (2:39:44), была девятой на Пражском марафоне (2:43:29) и восьмой на Франкфуртском марафоне (2:50:23).
В 1997 году финишировала седьмой на Гамбургском марафоне (2:39:00), была седьмой на Франкфуртском марафоне (2:36:30), заняла 49-е место на чемпионате мира по полумарафону в Кошице (1:14:42).
На чемпионате Европы 1998 года в Будапеште с результатом 2:38:50 пришла к финишу 29-й. Помимо этого, стала третьей на марафоне в Реймсе (2:36:18) и шестой на марафоне в Гамбурге (2:35:40). Показала 37-й результат на чемпионате мира по полумарафону в Устере (1:13:47).
В 1999 году была шестой на Римском марафоне (2:35:59), выиграла марафон в Энсхеде (2:37:35), финишировала третьей на Эйндховенском марафоне (2:39:14) и шестой на Венецианском марафоне (2:47:45).
В 2000 году выиграла марафоны в Сан-Диего (2:44:04) и Лемборке (2:44:27).
В 2003 году вновь была лучшей на марафоне в Лемборке (2:46:17), показала третий результат на марафоне в Познани (2:42:04) и четвёртый результат на марафоне в Ла-Рошель (2:39:32).
В 2004 году добавила в послужной список победу на Вроцлавском марафоне (2:37:27), стала пятой на Бабушкином марафоне в Дулуте (2:38:51), победила на марафонах в Гданьске (2:45:50), Молине (2:36:26), Мистике (2:48:33) и Ла-Рошель (2:39:24).
В 2005 году стала второй на марафоне в Остине (2:34:48), выиграла марафоны в Дембно (2:39:53) и Дулуте (2:28:43). Представляла Белоруссию на чемпионате мира в Хельсинки, где с личным рекордом 2:27:14 заняла в марафоне 12-е место. Также в завершении сезона пришла к финишу восьмой на марафоне в Лас-Вегасе (2:36:36).
В 2006 году стала 11-й на Мумбайском марафоне (2:46:26), победила на Белградском марафоне (2:34:35). Летом на Бабушкином марафоне в Дулуте провалила допинг-тест — в её пробе обнаружили следы анаболического стероида станозолола — в итоге Карнацевич отстранили от участия в соревнованиях сроком на два года.
После окончания срока дисквалификации в 2009 году Галина Карнацевич возобновила спортивную карьеру и впоследствии ещё в течение многих лет выступала на различных коммерческих забегах в Европе, преимущественно на территории Польши.
Работала инструктором-методистом в Школе высшего спортивного мастерства в Гродно, проявила себя на тренерском поприще. Среди её воспитанниц такие известные белорусские бегуньи как Ольга Кравцова, Юлия Король и др.